# Halit Balamir
Halit Balamir (ur. w 1922 w Gümüşhane, zm. 2 marca 2009 w Ankarze) – turecki zapaśnik. Srebrny medalista olimpijski z Londynu.
Walczył w stylu wolnym, w kategorii muszej (do 52 kilogramów). Zawody w 1948 były jego jedynymi igrzyskami olimpijskimi, w których wystąpił.